# Anthony M. Townsend
Anthony Townsend is een Amerikaans stedenbouwkundige en onderzoeker. Hij is een internationaal erkend expert. Zijn onderzoeken gaan over de toekomst van de steden en de informatietechnologie. Townsend studeerde aan Rutgers University daarna aan New York University en ten slotte aan MIT. Townsend wordt vaak genoemd in de technologiewereld, zakelijke publicaties en uitzendingen waaronder The New York Times, The Economist, NPR, BusinessWeek en Time.

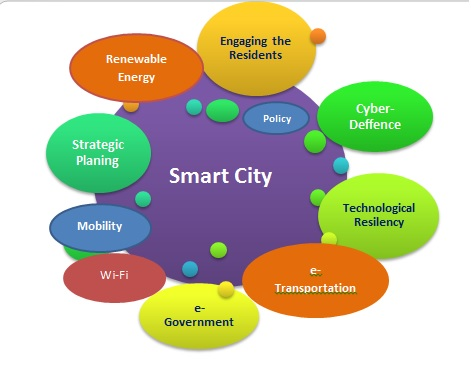
Smart City Graph

## Smart Cities
Zijn eerste boek was Smart Cities (slimme stad). Het behandelt verschillende thema's over hoe hij de steden van de toekomst ziet. Thema's als 'Cities of Tomorrow', 'Reinventing City Hall' en 'A Planet of Civic Laboratories' worden erin behandeld. Een 'smart city' is een stad waarbij de informatietechnologie wordt gebruikt om de stad te beheren en besturen. Zo wordt de stad efficiënter georganiseerd.

## Publicaties
Buiten zijn boek Smart Cities schreef hij ook andere werken.
- Townsend, A., 'The Shame of Boston's Wireless Woes', The Atlantic Cities, 17 april 2013.[2]
- Townsend, A.M., 2013, 'Smart Cities: Promise and Peril for Urban Policy and Planning in the Atlantic Basin'. In Peirce, N., Freed, A., Townsend, A., Urban Futures: An Atlantic Perspective, German Marshall Fund of the United States: Washington, DC.
- Ratti C. & Townsend A., 'The Social Nexus', Scientific American, 305(3):42-6, 48, september 2011.
- Townsend, A., 'How New York can become a genius magnet: The art of engineering a 21st century science center', New York Daily News, 31 juli 2011.[3]
- Townsend, A., et al., 2010, A planet of civic laboratories: the future of cities, Information and Inclusion, Institute for the Future: Palo Alto, Calif.[4]
- Townsend, A., Pang, A. & Weddle R., 2009, Future Knowledge Ecosystems: The Next Twenty Years of Technology-Led Economic Development, Institute for the Future: Palo Alto, Calif.[5]

Zijn schrijven en onderzoeken verschenen in Scientific American, Stanford Social Innovation Review en Cairo Review of Global Affairs.

## Lezingen
- World Affairs Council of Northern California, Smart Cities, interview met Allison Arieff, 22 oktober, 2013
- New America Foundation, A New Civics for Smart Cities, 8 oktober, 2013, Washington, DC
- City Age, Panel: Big Data: Innovations and Ideas for A Smarter City, 7 oktober, 2013, New York, NY
- Architectural Record Annual Innovation Conference, Panel: Cities and Data Mining, 3 oktober, 2013, New York, NY.
- MIT Forum on Future Cities, Dit was een van de meest verbazingwekkende bijeenkomsten van onderzoekers en ontwerpers die werken rond Smart Cities, georganiseerd door Carlo Ratti en Assaf Biederman van 'the SENSEable City Lab'.
- “What Is A Smart City?” IESE Interview, een kort video-interview waarin Townsend Smart Cities uitlegt aan een docent van IESE (een van 's werelds grootste business-scholen gevestigd in Barcelona)[6]

Het internet als motor

## Andere bezigheden
Townsend is de oprichter van 'Bits and Atoms', een strategische adviespraktijk gericht op technologie en stedelijke ontwikkeling. Bij zijn klanten behoren Sidewalk Labs (een alfabetbedrijf), Arup, The InterAmerican Development Bank, Bloomberg Philanthropies, INSEAD en anderen. Hij richtte zich tot diverse academische afdelingen en onderzoeksinstellingen, waaronder:
- Fellow, Data & Society Research Institute, 2014-2015
- Senior Research Scientist, New York University's Rudin Center for Transportation Policy and Management, 2013-2015
- Research Director, Institute for the Future, 2005-2014
- Fulbright Exchange Scholar, Seoul Development Institute, South Korea, 2004

Townsend is actief in 'The civic tech-movement through Code for Jersey City' en was de medeoprichter van NYCwireless, een pionier in de gemeentelijke draadloze beweging.